# Son en Breugel
Son en Breugel est une commune des Pays-Bas de la province du Brabant-Septentrional. Son en Breugel est une commune de 15 298 habitants (au 1er janvier 2007).

## Histoire
En 1944, lors de la Seconde Guerre mondiale, la Easy company est parachutée au-dessus de Son afin de récupérer des canons anti-aériens non loin d'ici. Malgré les défenses allemandes, les Américains prennent la ville. On dénombra cinq morts et six blessés côté américain et 15 morts et trois blessés côté allemand.

## Localités
- Breugel
- Son